# Бјађи (Лука)
Бјађи је насеље у Италији у округу Лука, региону Тоскана.
Према процени из 2011. у насељу је живело 23 становника. Насеље се налази на надморској висини од 249 м.